# Dustin Rhodes
Virgil Riley Runnels III, född 11 april 1969, är en amerikansk wrestlare, mer känd som Dustin Rhodes eller Dustin Runnels. Han debuterade först i WWF (numera WWE) med namnet Goldust där han hade ett antal roller. En av hans tidigare roller var regissören Goldust som var helt galen i guld och filmer. Han tränades av sin fru Terri Runnels, men detta avslutades i en kayfabeskilsmässa då Goldust lämnade Terri för att börja dejta Luna Vachon. Han bytte sin gimmick till den sinnessjuka, frisläppta, The Artist Formerly Known As Goldust, som hade en del fejder med både Vader och Marc Mero. Men rollen var dålig och namnet långt så han återvände till sin gamla roll som den något mystiska Goldust.  Han slog sedan ihop sig med Booker T som partner för att besegra New World Order (NWO). Senare förlorade de sina tagtitlar till Lance Storm och William Regal och Goldust insåg att det var hans eget fel så han och Booker T gick skilda vägar. Han attackerades av Batista och Randy Orton när han vägrar svara dem var Scott Steiner finns. Han hade även en misslyckad gimmick, kallad Seven, som ska föreställa en elak gestalt som alla flyr från. Men han hatade gestalten och ville hellre vara Dustin Rhodes som ingen behöver vara rädd för.
Efter ett tag gick han till TNA som Dustin Rhodes och slog ihop sig med Americas Most Wanted. Detta varade inte länge och i TNA var Dustin Rhodes mer sin karaktär Dustin Rhodes än Goldust eftersom TNA vägrade använda en roll som WWE hade ensamrätt på.
När han kom tillbaks till WWE var det före en kort tid 2005–2006, då var han Goldust och återigen en glädjespridande typ som dök upp överallt för att skrämmas. Bland annat skrämde han upp Shelton Benjamins kayfabemamma och även Snitsky som skulle träffa en tjej som han skulle på dejt med. Goldust skapade en missfosterfamilj som hängde i en hall för missfoster, deras team bestod av piraten Paul Burchill, Goldust själv utklädd till Oprah Winfrey, Snitsky som slickar Mae Youngs och Moolahs fötter, "Miljon dollar-mannen" Ted DiBiase samt Eugene. Dessa typer vill övertyga Booker T om att hans rätta plats är där och inte i ringen då hans motståndare är Boogeyman.
2007–2008 höll han till i TNA och kallade sig Black Reign.
Dustin Rhodes gick sin sista match hos WWE 2018. När hans kontrakt hos WWE gick ut debuterade han i All Elite Wrestling år 2019, ett företag som grundades med hjälp av hans bror Cody Rhodes.